# Gorgonia mariae
Gorgonia mariae är en korallart som beskrevs av Bayer 1961. Gorgonia mariae ingår i släktet Gorgonia och familjen Gorgoniidae. Inga underarter finns listade i Catalogue of Life.

## Bildgalleri

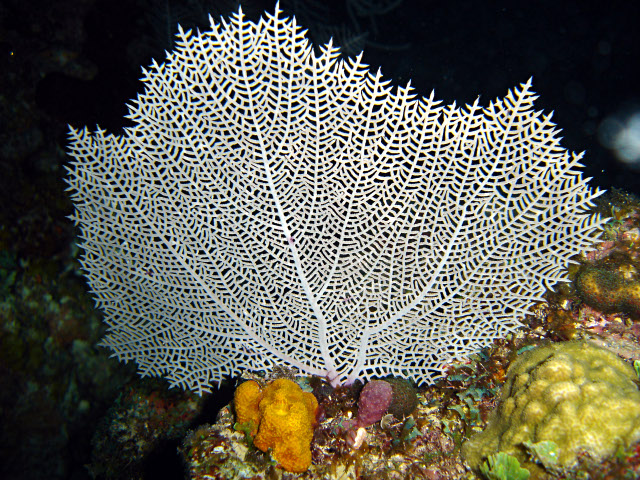